# Oeffag OK-15
 (juin 2020).
Le Oeffag OK-15 est un avion-école monoplan, biplace côte-à-côte, conçu en 1956 par l'ingénieur aéronautique autrichien Otto Kauba, et fabriqué par l'entreprise Oesterreichische Flugzeugfabrik AG (usine d'aviation autrichienne), en abrégé Oeffag. Il constitue un épisode marquant dans histoire de l'aviation en Autriche : il était le premier avion conçu en Autriche depuis 20 ans. Il ne fut toutefois pas fabriqué en série.